# Chai tow kway
Le chai tao kway est un plat ou un dimsum de la cuisine de Chaozhou, que l'on retrouve à Chaoshan (Chine), Singapour et en  Malaisie, consistant en un gâteau de radis frit et coupé en cubes.

## Dénominations
Le gâteau de navet, un plat cantonais, utilisé comme base et mélangé à des légumes, est aussi traduit par « gâteau de carotte » dans l'Asie du Sud-Est, car le mot utilisé pour désigner le radis blanc (POJ : chhài-thâu), un des principaux ingrédients, peut également désigner une carotte (POJ : âng-chhài-thâu, littéralement « radis rouge »). Mais il n'y a aucun rapport entre le carrot cake occidental consommé en dessert.
Ce plat peut aussi être appelé en Malaisie char kway teow.

## Ingrédients
Le plat est fait à base de gâteau de radis (farine de riz cuite, eau et radis blanc en morceaux), frit avec des œufs, du radis confit et d'autres assaisonnements.
Il peut aussi être mangé tel quel, c'est-à-dire à peine cuit, ou juste cuit et à peine frit, contrairement à la version la plus générale qui consiste à le frire entièrement. Il peut aussi être couvert d'oignons.

## Variations
Les plats servis par les vendeurs à Johor et Singapour, où existe une communauté chaozhou, sont typiquement préparés en faisant frire un gâteau de radis, du navet confit, de l'ail haché, des œufs, et de la sauce nuoc-mâm au lieu de la sauce soja. Des cébettes sautées sont ajoutées au dernier moment. Plus au nord (Kuala Lumpur), on retrouve le même plat mais plus sombre à cause de l'emploi de sauce soja. Des pousses de soja sont également ajoutées. La « version noire » souvent mentionnée ne concerne pas le chai tow kway, mais le char kway et utilise un gâteau de riz frit avec de l'ail, des pousses de soja, des œufs, et de la sauce soja épaisse.
À Singapour, cependant, il est généralement coupé en morceaux et frit avec des œufs, de l'ail, des cébettes et parfois avec des crevettes séchées. Il existe deux versions : la « blanche » qui n'utilise pas de sauce soja et qui est frite par-dessus l'œuf battu ; et la « noire » qui utilise de la sauce soja sucrée, l'œuf est quant à lui simplement mélangé au gâteau.